# 2015 FJ345
2015 FJ345 est un transneptunien de magnitude absolue 7,9 en résonance 1:3 avec Neptune.